# Говард Дуґлас
Генерал сер Говард Дуґлас, 3-й баронет GCB, GCMG, FRS (23 січня 1776 — 9 листопада 1861) — офіцер британської армії, народився в Ґоспорті, Англія, молодший син адмірала сера Чарльза Дуґласа та нащадок графів Мортонів. Він був генералом англійської армії, письменником, колоніальним адміністратором і членом парламенту від Ліверпуля.

## Ранні роки
Після смерті матері Сари Вуд Дуґлас у 1779 році Говарда виховувала його тітка Гелена Бейлі в селищі поблизу Единбурга. У дитинстві він хотів вступити до Королівського флоту та піти слідами свого батька та старшого брата. Його батько погодився взяти його в море, коли йому було 13 років, але несподівано помер від апоплексичного удару в Единбурзі одразу після того, як приїхав забрати Говарда у 1789 році. Опікуни Говарда вважали, що йому краще служити в армії, і він вступив до Королівської військової академії у Вулвічі в 1790 році. В 1794 році він отримав звання другого лейтенанта королівської артилерії, а через кілька місяців став лейтенантом.

## Рання кар'єра
У 1795 році він зазнав корабельної аварії і прожив зі своїм відділом цілу зиму на узбережжі Лабрадору. Незабаром після повернення до Англії в 1799 році він отримав звання капітан-лейтенанта. Під час своєї полкової служби протягом наступних кількох років його послідовно призначали до всіх родів артилерії, де здобув звання капітана у 1804 році, після чого став на пів ставки викладати військову справу в Королівському військовому коледжі (RMC), який тоді був у Гай-Вікомбі. Він викладав військову стратегію та був експертом у військовій та морській інженерії. З перервами виконував обов'язки коменданта старшого відділу та генерального інспектора якості викладання Коледжу. У 1804 році Дуґлас дістав посаду майора Йоркських рейнджерів, — частини, яку одразу після цього розпустили. Він залишався в списку чинних офіцерів аж до підвищення до головного майора. Відділення старших офіцерів RMC у Гай-Вікомбі, яким він керував, переросло у Штабний коледж. У 1806 році Дуґласу наданли звання підполковника. У 1808—1809 роках він брав участь у Піренейській війні та в битві при Корунні, після чого взяв участь у Вальхеренській кампанії в Нідерландах.
Після смерті свого зведеного брата віцеадмірала сера Вільяма Дуґласа в 1809 році він успадкував титул баронета. У 1812 році він працював у спеціальних місіях на півночі Іспанії та брав участь у численних незначних операціях у цьому регіоні, але незабаром був відкликаний, оскільки уряд країни вважав незамінною його роботу в Королівському військовому коледжі. У 1814 році він отримав звання полковника, а в 1815 році — став Компаньйоном Ордена Лазні (CB). 25 січня 1816 року він став членом Королівського товариства.

## Рання творчість та підвищення до генерал-майора
У 1816 році з'явився його «Нарис про принципи та конструкцію військових мостів», у 1819 році «Спостереження щодо мотивів, помилок і тенденцій системи оборони М. Карно», а наступного року його «Трактат про морську артилерію» (з якого з'явилися численні перевидання та переклади аж до загального впровадження нарізної зброї)/ У 1821 році отримав звання генерал-майора. Критика Дуґласа на адресу Карно призвела до проведення важливого експерименту в Вулвічі в 1822 році, а його «Морська артилерія» стала стандартним підручником і справді першою привернула увагу до теми, яку вона розглядала.

## Лейтенант-губернатор Нью-Брансвіку
Сер Говард Дуґлас був призначений лейтенант-губернатором Нью-Брансвіка (1823–31). Йому довелося вирішувати прикордонну суперечку в штаті Мен зі Сполученими Штатами 1828 року. Він також заснував Фредеріктонський коледж (Королівський коледж), тепер відомий як Університет Нью-Брансвіка, першим ректором якого він був. Він був губернатором під час пожежі Мірамічі 1825 року, і його дії під час цієї кризи підвищили його популярність серед людей провінції. Він отримав статут для Королівського коледжу у Фредеріктоні (пізніше Університет Нью-Брансвіка). Деякі подробиці життя місцевої громади в період його правління описані в романі «Таємниця леді Розамонд». Роман Фредеріктона (1878) Ребекки Аґати Армор.

## Дальша кар'єра в Європі

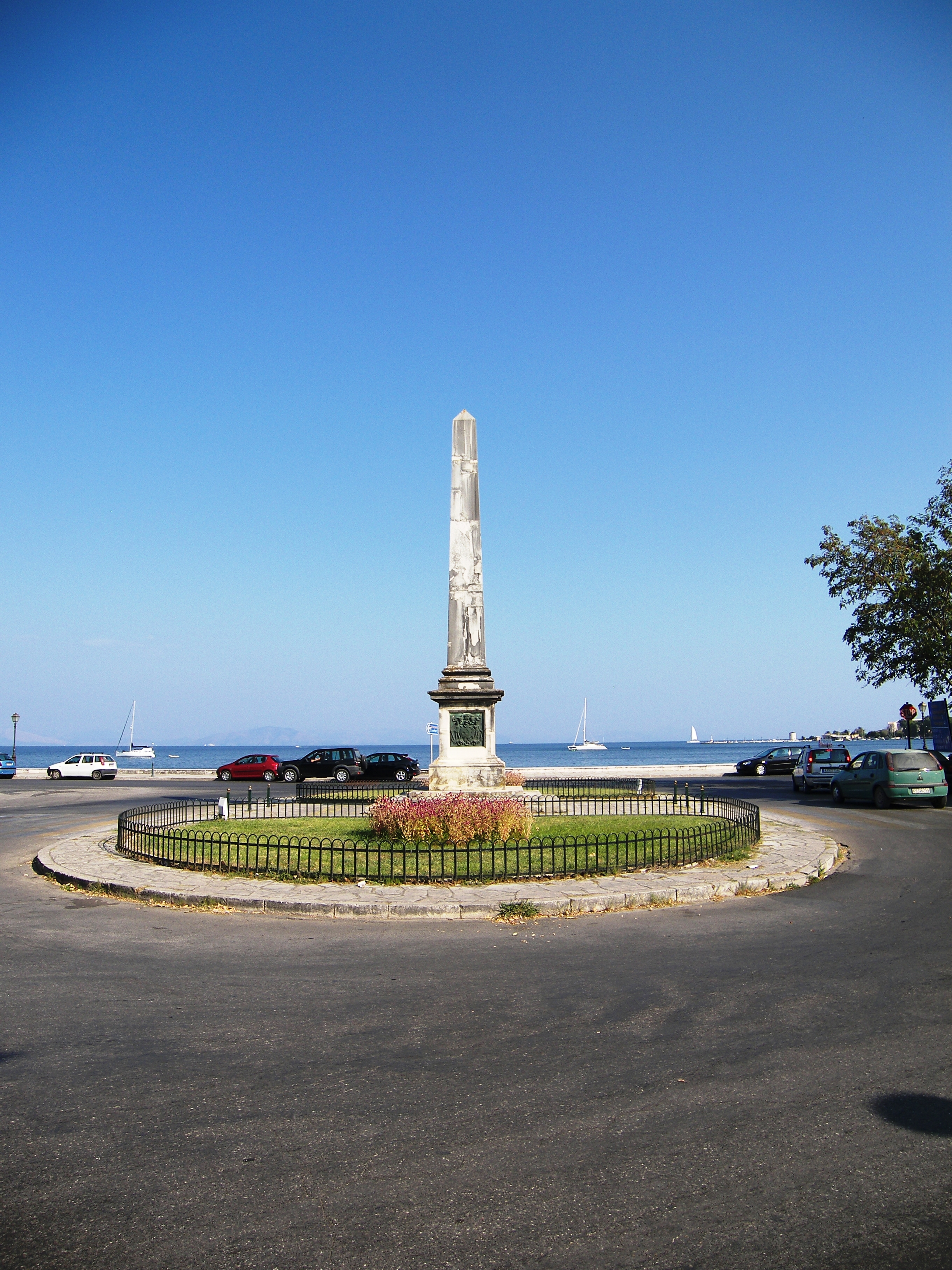
Обеліск на честь його іонійської служби на острові Корфу

Повернувшись до Європи, він брав участь у різних місіях, і приблизно в цей час він опублікував «Військово-морські еволюції», суперечливу роботу на тему прориву бойової лінії. З 1835 до 1840 року Дуґлас, на той час GCMG, був лордом — верховним комісаром Іонійських островів, де, серед інших реформ, він запровадив новий кодекс законів. У 1837 році він став генерал-лейтенантом, в 1840 році — Командором KCB, в 1841 році — Лицарем цивільного GCB, а в 1851 році — повним генералом. Його приписали як полковника 99-го (Ланаркширського) піхотного полку з 1841 до 1851 року, коли він перейшов полковником до 15-го (Йоркширський Східний райдінґ) піхотного полку, і обіймав цю посаду до своєї смерті в 1861 році.
З 1842 до 1847 року Дуґлас був членом парламенту від Консервативної партії від Ліверпуля, де він брав помітну участь у дебатах з військових і військово-морських питань, а також щодо законів про зерно. З ним часто консультувалися з важливих військових питань.
Його пізніші праці включають Зауваги про сучасну систему фортифікації. і Про морську війну з використанням пари.

## Особисте життя
У 1797 році, під час перебування в Квебеку, у Дуґласа народилась донька Марґарет, але він не одружився з матір'ю, Кетрін Нормандо. У 1799 році він повернувся до Англії, а в липні того ж року одружився з Енн Дандас, донькою Джеймса Дандаса. У них було десятеро дітей: майор Чарльз Дуґлас, Джеймс Дандас Дуґлас, Говард Дуґлас, генерал сер Роберт Персі Дуґлас, 4-й баронет Карра, преподобний Вільям Фредерік Дуґлас, Енн Дуґлас, Крістіна Дуґлас, Люсі Дуґлас, Сара Мері Гаркорт Дуґлас і Мері Дуґлас.
Сер Говард Дуґлас помер у Танбридж-Веллсі.

## Почесті
Дуґлас був обраний членом Королівського товариства та одним із засновників Королівського географічного товариства. Йому присвоєно звання почесного доктора цивільного права Оксфордського університету. Незадовго до смерті він відхилив пропозицію присвоєння йому військового GCB.
Його служба як лорда верховного комісара Іонійських островів відзначена обеліском на острові Корфу.

## Подальше читання
- Fullom, S.W. (1863). The Life and Correspondence of General Sir Howard Douglas. London: John Murray, Ablemarle Street.
- Lambert, Richard Stanton (1956). Redcoat Sailor: The Adventures of Sir Howard Douglas. Volume 11 of Great Stories of Canada. MacMillan.